# Mutemwia
Mutemwia war eine altägyptische Königin der 18. Dynastie.

## Familie
Mutemwia war eine Gemahlin von Thutmosis IV. Es ist früher vermutet worden, dass sie die Tochter des mittanischen Königs Artatama I. (1410–1400 v. Chr. [Sohn von Sauštatar]), und einer Nebenfrau war, die gegen kostbare Schätze nach Ägypten geschickt wurde, um dort Thutmosis IV. zu heiraten. Heute gilt jedoch als wahrscheinlicher, dass sie aus der nebenköniglichen Linie in Achmim stammte.
Mutemwia und Thutmosis IV. hatten mindestens drei Kinder: die zwei Söhne Amenemhat und Amenophis III. sowie die Prinzessin Amen-Ipet.

## Titel
Die Titel der Mutemwia:
1. Große königliche Gemahlin
2. Mutter des Horus-im-Nest
3. Herrin der beiden Länder
4. Gottesgemahlin des Amun (posthume Verleihung)

## Tod
Mutemwia starb während der Regierung ihres Sohnes und wurde im Tal der Königinnen beigesetzt. Der Ort ihres Grabes ist unbekannt. Sie ist so gut wie nur unter ihrem Sohn belegt, was vermuten lässt, dass sie unter Thutmosis IV. nur eine unbedeutende Nebenfrau war.